# ميخائيل ألكسندروفيتش سميرنوف
ميخائيل ألكسندروفيتش سميرنوف (بالروسية: Смирнов, Михаил Александрович)‏ (7 أبريل 1977 - ) هو لاعب كرة قدم روسي في مركز الوسط. لعب مع توربيدو موسكو وفولغا تفير ‏ وFC Volochanin-Ratmir Vyshny Volochyok ‏ وFC Torpedo Pavlovo ‏.